# Вибори до Запорізької обласної ради 2010
Вибори до Запорізької обласної ради 2010 — вибори до Запорізької обласної ради, що відбулися 31 жовтня 2010 року. Вибори пройшли за змішаною системою. 

## Результати виборів

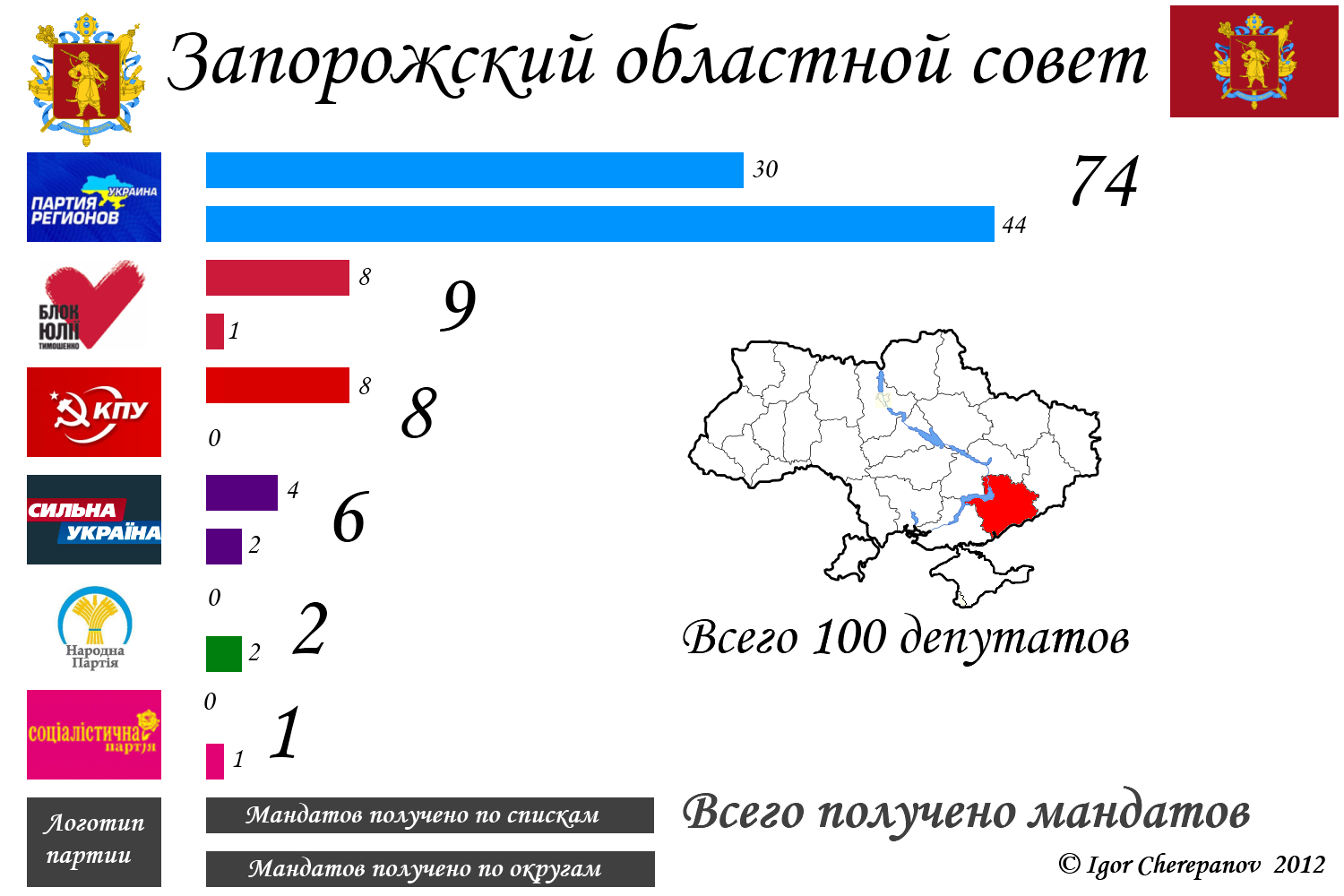
Результати виборів до Запорізької обласної ради

### Голосування за списки партій
| № | Партія чи блок              | Голосів «За» | У %   | +/- відсотків у порівнянні з попередніми виборами | Місць |
| - | --------------------------- | ------------ | ----- | ------------------------------------------------- | ----- |
| 1 | Партія регіонів             |              | 40,16 |                                                   | 30    |
| 2 | ВО «Батьківщина»            |              | 11,03 |                                                   | 8     |
| 3 | Комуністична партія України |              | 9,94  |                                                   | 8     |
| 4 | Сильна Україна              |              | 5,21  |                                                   | 4     |
|   | Фронт Змін                  |              | 2,88  |                                                   | 0     |
|   | ВО «Свобода»                |              | 1,10  |                                                   | 0     |
|   | Проти всіх                  |              |       |                                                   | —     |
|   | Недійсні бюлетені           |              |       | —                                                 | —     |
|   | В цілому                    |              | 100%  |                                                   |       |

### Одномандатні округи
| № | Партія           | Здобуто місць |
| - | ---------------- | ------------- |
| 1 | Партія регіонів  | 44            |
| 2 | Народна партія   | 2             |
| 3 | Сильна Україна   | 2             |
| 4 | ВО «Батьківщина» | 1             |
| 5 | СПУ              | 1             |

### Загальні підсумки здобутих партіями місць
| № | Партія           | Здобуто місць |
| - | ---------------- | ------------- |
| 1 | Партія регіонів  | 74            |
| 2 | ВО «Батьківщина» | 9             |
| 3 | КПУ              | 8             |
| 4 | Сильна Україна   | 6             |
| 5 | Народна партія   | 2             |
| 6 | СПУ              | 1             |

## Зовнішні посилання
- Окончательные результаты выборов в областные советы (обновлено) [Архівовано 8 грудня 2015 у Wayback Machine.] (рос.)
- Офіційна сторінка Запорізької обласної ради
- Сторінка ЦВК України щодо місцевих виборів 2010